# Strandgräber
Strandgräber (Bathyergus) sind eine Gattung aus der Familie der Sandgräber (Bathyergidae) in der Ordnung der Nagetiere (Rodentia).

## Merkmale
Die Tiere haben einen plumpen, zylindrischen Körper und einen breiten Kopf. Der Schwanz ist sehr kurz und trägt eine strahlenförmige Behaarung. Äußere Ohren fehlen, und die Augen sind sehr klein. Die Schneidezähne stehen weit vor und werden genau wie die Gliedmaßen zum Graben eingesetzt.

## Verbreitung
Die Strandgräber leben heute nur im südlichen Afrika. Der Kap-Strandgräber (Bathyergus suillus) kommt dabei nur in der Republik Südafrika vor und der Namaqua-Strandgräber (Bathyergus janetta) ist zusätzlich im äußersten Süden Namibias anzutreffen.

## Arten
Die Gattung Bathyergus wurde 1811 durch Johann Karl Wilhelm Illiger beschrieben und etabliert. Sie bildet gemeinsam mit ihrer Schwesterart, dem ebenfalls auf Südafrika beschränkten Kap-Blessmull (Georhychus capensis) ein Taxon innerhalb der Sandgräber (Bathyergidae).
Innerhalb der Strandgräber werden zwei Arten unterschieden:
- Namaqua-Strandgräber (Bathyergus janetta Thomas & Schwann, 1904)
- Kap-Strandgräber  (Bathyergus suillus (Schreber, 1782))

## Belege
1. ↑  Bruce D. Patterson: Heterocephalidae. In: Don E. Wilson, T.E. Lacher, Jr., Russell A. Mittermeier (Herausgeber): Handbook of the Mammals of the World: Lagomorphs and Rodents 1. (HMW, Band 6), Lynx Edicions, Barcelona 2016; S. 352 ff. ISBN 978-84-941892-3-4
2. ↑  Colleen M. Ingram, Hynek Burda, Rodney L. Honeycutt: Molecular phylogenetics and taxonomy of the African mole-rats, genus Cryptomys and the new genus Coetomys Gray, 1864. Molecular Phylogenetics and Evolution 31 (3), 2004; S. 997–1014. doi:10.1016/j.ympev.2003.11.004